# Раян Фрейзер
Раян Фрейзер (англ. Ryan Fraser; 24 лютого 1994, Абердин) — шотландський футболіст, лівий вінгер клубу «Саутгемптон» та збірної Шотландії.
Виступав, зокрема, за клуби «Абердин» та «Іпсвіч Таун».

## Клубна кар'єра
Народився 24 лютого 1994 року в місті Абердин. Вихованець футбольної школи клубу «Абердин». Дорослу футбольну кар'єру розпочав 2010 року в основній команді того ж клубу, в якій провів три сезони, взявши участь у 21 матчі чемпіонату. 
Протягом 2013—2015 років захищав кольори команди клубу «Борнмут».
Своєю грою за останню команду привернув увагу представників тренерського штабу клубу «Іпсвіч Таун», до складу якого приєднався 2015 року на правах оренди. Відіграв за команду з Іпсвіча наступний сезон своєї ігрової кар'єри.
До складу клубу «Борнмут» повернувся 2016 року. Відіграв за клуб з Борнмута загалом 183 матчі в національному чемпіонаті.
На правах вільного агента 7 вересня 2020 перейшов до «Ньюкасл Юнайтед» та уклав з ним п'ятирічний контракт. У складі «сорок» прові 53 матчі.
25 серпня 2023 Раян на правах оренди на один рік перейшов до клубу «Саутгемптон». 30 серпня 2024 сторони підписали повноцінниу угоду на два роки.

### Клубна статистика
| Клуб              | Сезон             | Ліга | Ліга  | Кубок країни | Кубок країни | Кубок ліги | Кубок ліги | Усього | Усього |
| Клуб              | Сезон             | Ігор | Голів | Ігор         | Голів        | Ігор       | Голів      | Ігор   | Голів  |
| ----------------- | ----------------- | ---- | ----- | ------------ | ------------ | ---------- | ---------- | ------ | ------ |
| Абердин           | 2010/11           | 2    | 0     | 0            | 0            | 0          | 0          | 2      | 0      |
| Абердин           | 2011/12           | 3    | 0     | 0            | 0            | 0          | 0          | 3      | 0      |
| Абердин           | 2012/13           | 16   | 0     | 0            | 0            | 0          | 0          | 16     | 0      |
| Абердин           | Усього            | 21   | 0     | 0            | 0            | 0          | 0          | 21     | 0      |
| Борнмут           | 2012/13           | 5    | 0     | 0            | 0            | 0          | 0          | 5      | 0      |
| Борнмут           | 2013/14           | 37   | 3     | 2            | 1            | 2          | 0          | 41     | 4      |
| Борнмут           | 2014/15           | 21   | 1     | 2            | 1            | 4          | 0          | 27     | 2      |
| → Іпсвіч Таун     | 2015/16           | 18   | 4     | 1            | 1            | 2          | 1          | 21     | 6      |
| → Іпсвіч Таун     | Усього            | 18   | 4     | 1            | 1            | 2          | 1          | 21     | 6      |
| Борнмут           | 2016/17           | 28   | 3     | 0            | 0            | 1          | 0          | 29     | 3      |
| Борнмут           | 2017/18           | 26   | 5     | 2            | 0            | 4          | 1          | 32     | 6      |
| Борнмут           | 2018/19           | 38   | 7     | 1            | 0            | 3          | 1          | 42     | 8      |
| Борнмут           | 2019/20           | 28   | 1     | 2            | 0            | 2          | 0          | 32     | 1      |
| Борнмут           | Усього            | 183  | 20    | 9            | 2            | 16         | 2          | 208    | 24     |
| Ньюкасл Юнайтед   | 2020/21           | 18   | 0     | 1            | 1            | 2          | 1          | 21     | 2      |
| Ньюкасл Юнайтед   | 2021/22           | 27   | 2     | 1            | 0            | 1          | 0          | 29     | 2      |
| Ньюкасл Юнайтед   | 2022/23           | 8    | 0     | 0            | 0            | 0          | 0          | 8      | 0      |
| Ньюкасл Юнайтед   | Усього            | 53   | 2     | 2            | 1            | 3          | 1          | 58     | 4      |
| → Саутгемптон     | 2023/24           | 39   | 6     | 2            | 2            | 0          | 0          | 41     | 8      |
| Саутгемптон       | 2024/25           | —    | —     | —            | —            | —          | —          | —      | —      |
| Усього за кар'єру | Усього за кар'єру | 314  | 32    | 14           | 6            | 21         | 4          | 349    | 42     |

## Виступи за збірні
2012 року дебютував у складі юнацької збірної Шотландії, взяв участь у 5 іграх на юнацькому рівні, відзначившись одним забитим голом.
Протягом 2013–2016 років залучався до складу молодіжної збірної Шотландії.
2018 року дебютував в офіційних матчах у складі національної збірної Шотландії.
| Рік               | Команда           | Турнір                  | Ігор | Голів |
| ----------------- | ----------------- | ----------------------- | ---- | ----- |
| 2012              | U-19              | Чемпіонат Європи U-19   | 1    | 0     |
| 2013              | U-19              | Чемпіонат Європи U-19   | 3    | 1     |
| 2013              | Молодіжна         | Кваліфікація ЧЄ U-21    | 2    | 0     |
| 2014              | Молодіжна         | Кваліфікація ЧЄ U-21    | 3    | 1     |
| 2015              | Молодіжна         | Кваліфікація ЧЄ U-21    | 1    | 1     |
| 2016              | Молодіжна         | Кваліфікація ЧЄ U-21    | 1    | 0     |
| 2017              | Національна       | Кваліфікація ЧС. Європа | 1    | 0     |
| 2018              | Національна       | Ліга націй              | 2    | 1     |
| 2019              | Національна       | Різні                   | 5    | 0     |
| 2020              | Національна       | Різні                   | 3    | 1     |
| 2021              | Національна       | Різні                   | 8    | 2     |
| 2022              | Національна       | Різні                   | 4    | 0     |
| Усього за кар'єру | Усього за кар'єру | Усього за кар'єру       | 34   | 7     |

### Голи в складі національної збірної
| № | Дата              | арена                           | Суперник          | Гол | Результат | Турнір                                |
| - | ----------------- | ------------------------------- | ----------------- | --- | --------- | ------------------------------------- |
| 1 | 17 листопада 2018 | Лоро Борічі, Шкодер, Албанія    | Албанія           | 1–0 | 4–0       | Ліга націй УЄФА 2018—2019 (Ліга C)    |
| 2 | 14 жовтня 2020    | Гемпден-Парк, Глазго, Шотландія | Чехія             | 1–0 | 1–0       | Ліга націй УЄФА 2020—2021 (Ліга B)    |
| 3 | 28 березня 2021   | Блумфілд, Тель-Авів, Ізраїль    | Ізраїль           | 1–1 | 1–1       | Кваліфікація до чемпіонату світу 2022 |
| 4 | 31 березня 2021   | Гемпден-Парк, Глазго, Шотландія | Фарерські острови | 4–0 | 4–0       | Кваліфікація до чемпіонату світу 2022 |